# Gewinn- und Verlustrechnung
Die Gewinn- und Verlustrechnung (Schreibweise nach HGB; laut Duden Gewinn-und-Verlust-Rechnung, abgekürzt GuV), in der Schweiz Erfolgsrechnung, ist neben der Bilanz ein wesentlicher Teil des Jahresabschlusses und damit des externen Rechnungswesens (Rechnungslegung) eines Unternehmens. Sie stellt Erträge und Aufwendungen eines bestimmten Zeitraumes, insbesondere eines Geschäftsjahres, dar und weist dadurch die Art, die Höhe und die Quellen des unternehmerischen Erfolges aus finanztechnischer Perspektive aus. Überwiegen die Erträge, ist der Erfolg ein Gewinn, andernfalls ein Verlust.
In der Gewinn- und Verlustrechnung wird der Erfolg eines Unternehmens durch eine „Zeitraumrechnung“ ermittelt; sie berücksichtigt alle erfolgsrelevanten Daten einer Rechnungsperiode. Unabhängig von der Gewinn- und Verlustrechnung ist die Erfolgsermittlung des internen Rechnungswesens (Kosten- und Leistungsrechnung) zu sehen, die den Gewinn oder Verlust anhand betriebswirtschaftlicher Kennzahlen erarbeitet.

## Gesetzliche Grundlagen in Deutschland
Nach § 242 HGB hat der Kaufmann am Schluss eines jeden Geschäftsjahres eine Gegenüberstellung der Aufwendungen und Erträge aufzustellen. Das Handelsgesetzbuch und die Steuergesetze sowie die internationalen Rechnungslegungsstandards (die International Financial Reporting Standards IFRS und die United States Generally Accepted Accounting Principles US-GAAP) enthalten detaillierte Vorschriften über den formalen Aufbau und die aufzunehmenden Inhalte. Die Gewinn- und Verlustrechnung unterliegt den gesetzlichen Pflichten zur Prüfung und Offenlegung. Lediglich Personenhandelsgesellschaften und Einzelkaufleute können nach § 5 des Publizitätsgesetzes auf eine Veröffentlichung verzichten, wenn in einer Anlage zur Bilanz erläuternde Angaben zur Ertragslage beigefügt werden.

### Monatliche GuV
Viele Unternehmen erstellen jeden Monat eine vollständige Bilanz und GuV – bereits wenige Tage nach Ultimo. Das ergibt einen aktuellen Überblick über die Entwicklung während des Geschäftsjahres. Überraschungen erst nach Ende des Geschäftsjahres werden so vermieden; Fehlentwicklungen können frühzeitig korrigiert werden. Finanziell relevante besondere Vorfälle können sachgerecht auf die Monate verteilt werden. Beispiele: Betriebsferien, größere Reparaturen, Forderungsausfälle.

## Formaler Aufbau

### Konten- oder Staffelform
Die Gewinn- und Verlustrechnung kann in Konten- oder in Staffelform aufgebaut sein. Die Kontenform zeigt das Ergebnis als Saldo auf der entsprechenden Kontoseite: Auf der Sollseite bei Gewinn, auf der Habenseite bei Verlust. Die Staffelform ordnet die einzelnen Positionen untereinander an und gelangt zum Periodenergebnis über eine Fortschreibung beziehungsweise Fortrechnung in mehreren Zwischenschritten. Die einmal gewählte Form muss in der Regel beibehalten werden, Abweichungen sind im Anhang zu begründen. Die Staffelform ist in § 275 HGB nur für Kapitalgesellschaften und Kapitalgesellschaften & Co. (z. B. GmbH & Co. KG) vorgeschrieben.

### Brutto- oder Nettoprinzip
Nach dem Bruttoprinzip müssen die handelsrechtlichen Aufwands- und Ertragsarten als Einzelpositionen in der Gewinn- und Verlustrechnung aufgeführt werden. Eine Saldierung, also die Verrechnung der Erträge und Aufwendungen im Vorwege, sodass sie nicht mehr als Einzelposten in der GuV auftauchen, ist regelmäßig unzulässig (Verrechnungsverbot, § 246 Abs. 2 HGB) und wird für Kapitalgesellschaften in § 275 HGB besonders betont. Der Bruttoausweis, insbesondere der Umsatzerlöse, sichert einen tiefergehenden Einblick in die Erfolgsquellen als er bei Saldierung von Aufwands- und Ertragskomponenten möglich wäre.
Ausnahmen bestehen für kleine und mittelgroße Kapitalgesellschaften, die gem. § 276 HGB bestimmte Positionen unter der Bezeichnung „Rohergebnis“ zusammenfassen dürfen, um sich vor Konkurrenzeinblicken zu schützen. Dieses Nettoprinzip genannte Verfahren entbindet jedoch nicht von der Notwendigkeit, gemäß § 131 Abs. 1 Satz 3 AktG auf Verlangen bereits eines Aktionärs in der Hauptversammlung die ungekürzte GuV-Rechnung vorzulegen.

### Gesamtkostenverfahren oder Umsatzkostenverfahren
Die Berechnung kann nach zwei Methoden vorgenommen werden: dem Gesamtkostenverfahren (GKV) oder dem Umsatzkostenverfahren (UKV). Nach HGB und IFRS sind grundsätzlich beide Möglichkeiten anwendbar.
In IAS 1.92 wird das Umsatzkostenverfahren dem Gesamtkostenverfahren vorgezogen, da es trotz erheblicher Ermessensspielräume bei der Zuordnung der Aufwendungen zu Funktionen Informationen liefert, die als entscheidungsrelevanter für Adressaten eingestuft werden. US-GAAP schreibt zwingend das Umsatzkostenverfahren vor.
Die Datengrundlage für das Gesamtkostenverfahren stammt hauptsächlich aus der Finanzbuchhaltung; das Umsatzkostenverfahren ist auch auf das interne Rechnungswesen angewiesen und setzt eine Kostenstellenrechnung (oder eine andere Detaillierung der Konten nach Funktionen) voraus.
Beide Methoden starten mit den Umsatzerlösen der betrachteten Periode. Diesen Erlösen werden Kostenarten aber nach unterschiedlichen Kriterien zugeordnet beziehungsweise der Ergebnisausweis angepasst:
Das Gesamtkostenverfahren berücksichtigt alle Kosten, die in der betrachteten Rechnungsperiode bei der betrieblichen Leistungserstellung entstanden sind, und stellt ihnen alle erzielten Erlöse gegenüber. Da Kosten und Erlöse bei der Herstellung von Wirtschaftsgütern nicht immer in die gleiche Periode fallen (zum Beispiel werden Güter nicht unbedingt in derselben Periode verkauft, in der sie hergestellt wurden), müssen bei diesem Verfahren die Bestandsänderungen an Halb- und Fertigfabrikaten (Lagerbestände zu Herstellkosten) herausgerechnet werden. So erhält man vergleichbare Größen für die Ermittlung des Betriebsergebnisses. Bestandsminderungen werden als Aufwand verbucht und Bestandserhöhungen als Ertrag. Diese Bestandsminderung bzw. Bestandserhöhung gilt auch für die Eigenleistungen, also Leistungen, die nicht verkauft, sondern im eigenen Betrieb verbraucht werden.
- Als Aufwand kann z. B. gelten: Materialaufwand, Personalaufwand, Abschreibungen, Sonstige betriebliche Aufwendungen, Finanzaufwendungen, Steuern oder Außerordentliche Aufwendungen.
- Als Ertrag kann z. B. gelten:Umsatzerlöse, Andere betriebliche Erträge, Finanzerträge, oder Außerordentliche Erträge.

Beim Umsatzkostenverfahren werden den Umsatzerlösen einer Periode nur diejenigen Kosten gegenübergestellt, die für die tatsächlich verkauften Produkte angefallen sind (Umsatzkosten).
Ein zweiter wesentlicher Unterschied ist:
- das Gesamtkostenverfahren gruppiert die Kosten nach Kostenarten (Materialkosten, Personalkosten, Abschreibungen);
- das Umsatzkostenverfahren dagegen gruppiert die Kosten nach Funktionen (auch: Funktionsbereichen) (Produktion, Vertrieb, Verwaltung) (damit häufig nach Kostenstellen).

Für eine kurzfristige (z. B. für die monatliche) Ergebnisrechnung ist das UKV / sind Kostenstellen aussagefähiger. Die Betriebsergebnisse für einzelne Produkte oder Produktgruppen lassen sich so einfacher ermitteln. Die Aufschlüsselung nach Kostenarten ist hier allerdings nur nach Umrechnung und nicht immer verursachergerecht möglich.
Wenn man die Bestände nach den gleichen Kriterien bewertet, führen beide Verfahren zum gleichen Jahresüberschuss.

### Vorjahresbeträge
Neben den Daten des aktuellen Jahres sind nach HGB und IFRS zum Vergleich die Vorjahreswerte, nach US-GAAP die Werte der vergangenen drei Jahre anzugeben. Ist eine Position im laufenden Geschäftsjahr weggefallen, führt dies zwangsläufig zum Ausweis von Leerposten. Die gegenübergestellten Beträge müssen vergleichbar sein, andernfalls sind Erläuterungen im Anhang beizufügen.

## Bestandteile

### Ergebnisermittlung und Ergebnisverwendung
Alle unten aufgeführten GuV-Positionen nach § 275 HGB, von den Umsatzerlösen bis zur Position Jahresüberschuss / Jahresfehlbetrag, dienen der Ermittlung des Unternehmenserfolges. Aktiengesellschaften haben anschließend weitere Angaben über die Veränderungen der Kapital- und Gewinnrücklagen und somit über die Verwendung des Ergebnisses zu ergänzen (§ 158 AktG). Diese Angaben, die im Anhang gemacht werden können, entstammen dem Gewinnverwendungsvorschlag des Vorstandes. Nach IFRS und US-GAAP wird die Ergebnisverwendung nicht in die Gewinn- und Verlustrechnung aufgenommen, sondern geht in die Eigenkapitalveränderungsrechnung (Eigenkapitalspiegel) ein.

### Erfolgsspaltung
Beide Methoden der Erfolgsermittlung stellen bei der Berechnung des Jahresüberschusses mehrere Zwischenergebnisse auf. Dadurch lassen sich die Quellen des Erfolges erkennen und die Ertragslage des Unternehmens realistischer beurteilen (Erfolgsspaltung).
In das „Ergebnis der gewöhnlichen Geschäftstätigkeit“ fließen sämtliche Aufwendungen und Erträge ein, die dem Betriebszweck des Unternehmens dienen. Es beinhaltet zum einen das Betriebsergebnis, das aus dem satzungsmäßigen Prozess der Leistungserstellung entstanden ist, zum anderen das Finanzergebnis, das regelmäßige, aber betriebsfremde Geschäfte umfasst (Finanzierungs- und Kapitalanlagegeschäfte). Im Zuge des Bilanzrichtlinie-Umsetzungsgesetzes wurden zum „außerordentlichen Ergebnis“ gehörige Posten und mit diesen der Zwischenposten „Ergebnis der gewöhnlichen Geschäftstätigkeit“ in Jahresabschlüssen ab dem Geschäftsjahr 2016 gestrichen. Das „außerordentliche Ergebnis“ enthielt ungewöhnliche und seltene Erfolgsbestandteile, die nicht mit in Zusammenhang mit der eigentlichen Geschäftstätigkeit gesehen wurden, mit deren Wiederholung nicht zu rechnen war und bei denen von einer hohen Volatilität ausgegangen werden konnte.
Die wichtigsten Erfolgskomponenten nach IFRS und US-GAAP sind das „Ergebnis aus fortgeführter Unternehmenstätigkeit“ und das „Ergebnis aus aufgegebenen Geschäftsbereichen“. Wurde ein Unternehmensbestandteil, also ein Geschäftsbereich oder Tochterunternehmen, stillgelegt oder verkauft, muss dessen Ergebnis gesondert ausgewiesen werden. Dies gilt auch bereits dann, wenn die Aufgabe hinreichend sicher geplant ist.
Die Zwischenergebnisse der einzelnen Rechnungslegungsstandards sind nur bedingt vergleichbar. Ein Beispiel: Wird ein Tochterunternehmen verkauft, gehört der Erlös nach IFRS zu dem „Ergebnis aus aufgegebenen Geschäftsbereichen“. Nach HGB ist er dem „Ergebnis aus gewöhnlicher Geschäftstätigkeit“ zuzurechnen. Allgemeingültige Vergleichsregeln können daher nicht aufgestellt werden.

## Gliederung

### Nach Handelsgesetzbuch in Deutschland und Unternehmensgesetzbuch in Österreich
Nach § 265 und § 275 HGB muss die Gewinn- und Verlustrechnung die unten aufgeführten nummerierten Positionen enthalten (Unterpunkte sind hier nicht aufgenommen). Hierbei handelt es sich um die Mindestgliederung. Eine tiefere Untergliederung ist zulässig, wenn sie die Klarheit und Übersichtlichkeit nicht beeinträchtigt; weitere Posten können aufgenommen werden, wenn sie nicht von den Pflichtposten abgedeckt werden.
Eine Gliederungsverkürzung ist nur bei Unternehmen möglich, für die keine besonderen Formblätter vorgeschrieben sind. Außerdem muss der Betrag unwesentlich sein und die Klarheit der GuV durch die Verkürzung vergrößert werden. Kleine und mittelgroße Kapitalgesellschaften dürfen nach dem Gesamtkostenverfahren Punkt 1–5, nach dem Umsatzkostenverfahren Punkt 1, 2, 3 und 6 saldieren und als Rohergebnis ausweisen.
In Österreich wird die Gliederung durch § 223 und § 231 UGB geregelt. Die Positionen nach dem Jahresüberschuss können in der GuV oder im Anhang angegeben werden.
| Gliederung der Gewinn- und Verlustrechnung nach HGB und UGB | Gliederung der Gewinn- und Verlustrechnung nach HGB und UGB | Gliederung der Gewinn- und Verlustrechnung nach HGB und UGB | Gliederung der Gewinn- und Verlustrechnung nach HGB und UGB | Gliederung der Gewinn- und Verlustrechnung nach HGB und UGB | Gliederung der Gewinn- und Verlustrechnung nach HGB und UGB                                                                                             |
| Gesamtkostenverfahren | Gesamtkostenverfahren                                       | Gesamtkostenverfahren | Umsatzkostenverfahren                                       | Umsatzkostenverfahren                                       | Umsatzkostenverfahren |
| HGB | UGB                                                         | Bezeichnung (abweichende Bezeichnung nach UGB kursiv) | HGB                                                         | UGB                                                         | Bezeichnung (abweichende Bezeichnung nach UGB kursiv)                                                                                                   |
| --- | ----------------------------------------------------------- | --- | ----------------------------------------------------------- | ----------------------------------------------------------- | --- |
| 1. | 1.                                                          | Umsatzerlöse | 1.                                                          | 1.                                                          | Umsatzerlöse |
| 2. | 2.                                                          | Erhöhung oder Verminderung des Bestands an fertigen und unfertigen Erzeugnissen (UGB: Veränderung des Bestands an fertigen und unfertigen Erzeugnissen sowie an noch nicht abrechenbaren Leistungen) | 2.                                                          | 2.                                                          | Herstellungskosten der zur Erzielung der Umsatzerlöse erbrachten Leistungen                                                                             |
| 3. | 3.                                                          | andere aktivierte Eigenleistungen |                                                             |                                                             | |
| 4. | 4.                                                          | sonstige betriebliche Erträge (aus gewöhnlicher Geschäftstätigkeit, soweit anderen Positionen nicht zuzuordnen)                                                                                      | 3.                                                          | 3.                                                          | Bruttoergebnis vom Umsatz |
| 5. | 5.                                                          | Materialaufwand (Roh-, Hilfs-, Betriebsstoffe, bezogene Waren und Leistungen) (UGB: Aufwendungen für Material und sonstige bezogene Herstellungsleistungen)                                          | 4.                                                          | 4.                                                          | Vertriebskosten |
| = | =                                                           | Rohergebnis (nach dem Gesamtkostenverfahren) |                                                             |                                                             | |
| 6. | 6.                                                          | Personalaufwand (Löhne und Gehälter, Sozialabgaben, Altersvorsorge und Unterstützung) | 5.                                                          | 5.                                                          | Allgemeine Verwaltungskosten |
| 7. | 7.                                                          | Abschreibungen (Anlagevermögen (außer Finanzanlagen), unübliche Abschreibungen auf Umlaufvermögen)                                                                                                   | 6.                                                          | 6.                                                          | sonstige betriebliche Erträge |
| 8. | 8.                                                          | sonstige betrieblichen Aufwendungen (aus gewöhnlicher Geschäftstätigkeit, soweit anderen Positionen nicht zuzuordnen)                                                                                | 7.                                                          | 7.                                                          | sonstige betriebliche Aufwendungen (nur Aufwendungen, die nicht den Herstellungs-, Verwaltungs- oder Vertriebskosten zugeordnet werden können)          |
| = | 9.                                                          | Betriebsergebnis | =                                                           | 8.                                                          | Betriebsergebnis |
| 9. | 10.                                                         | Erträge aus Beteiligungen (nur laufende Erträge) | 8.                                                          | 9.                                                          | Erträge aus Beteiligungen (nur laufende Erträge) |
| 10. | 11.                                                         | Erträge aus anderen Wertpapieren und Ausleihungen des Finanzanlagevermögens | 9.                                                          | 10.                                                         | Erträge aus anderen Wertpapieren und Ausleihungen des Finanzanlagevermögens                                                                             |
| 11. | 12.                                                         | sonstige Zinsen und ähnliche Erträge | 10.                                                         | 11.                                                         | sonstige Zinsen und ähnliche Erträge |
| | 13.                                                         | (UGB: Erträge aus dem Abgang von und der Zuschreibung zu Finanzanlagen und Wertpapieren des Umlaufvermögens)                                                                                         |                                                             | 12.                                                         | (UGB: Erträge aus dem Abgang von und der Zuschreibung zu Finanzanlagen und Wertpapieren des Umlaufvermögens)                                            |
| 12. | 14.                                                         | Abschreibungen auf Finanzanlagen und übliche Abschreibungen auf Wertpapiere des Umlaufvermögens (UGB: Aufwendungen aus Finanzanlagen und aus Wertpapieren des Umlaufvermögens)                       | 11.                                                         | 13.                                                         | Abschreibungen auf Finanzanlagen und auf Wertpapiere des Umlaufvermögens (UGB: Aufwendungen aus Finanzanlagen und aus Wertpapieren des Umlaufvermögens) |
| 13. | 15.                                                         | Zinsen und ähnliche Aufwendungen | 12.                                                         | 14.                                                         | Zinsen und ähnliche Aufwendungen |
| = | 16.                                                         | Finanzergebnis | =                                                           | 15.                                                         | Finanzergebnis |
| = | 17.                                                         | Ergebnis der gewöhnlichen Geschäftstätigkeit (Betriebs- und Finanzergebnis) (UGB: Ergebnis vor Steuern)                                                                                              | =                                                           | 16.                                                         | Ergebnis der gewöhnlichen Geschäftstätigkeit (Betriebs- und Finanzergebnis) (UGB: Ergebnis vor Steuern)                                                 |
| 14. | 18.                                                         | Steuern vom Einkommen und vom Ertrag | 13.                                                         | 17.                                                         | Steuern vom Einkommen und vom Ertrag |
| 15. | 19.                                                         | Ergebnis nach Steuern | 14.                                                         | 18.                                                         | Ergebnis nach Steuern |
| 16. | 20.                                                         | sonstige Steuern (alle anderen erfolgswirksamen Steuern) | 15.                                                         | 19.                                                         | sonstige Steuern (alle anderen erfolgswirksamen Steuern)                                                                                                |
| 17. | 21.                                                         | Jahresüberschuss / Jahresfehlbetrag (letzter Posten der GuV nach HGB) | 16.                                                         | 20.                                                         | Jahresüberschuss / Jahresfehlbetrag (letzter Posten der GuV nach HGB)                                                                                   |
| (Deutschland und Österreich:) Ergänzende Angaben für Aktiengesellschaften bzw. Weiterführung der GuV nach § 231 UGB, sofern kein Ausweis im Anhang nach § 231 Abs. 5 UGB erfolgt |                                                             | |                                                             |                                                             | |
| | 22.                                                         | Entnahmen aus der Kapitalrücklage (UGB: Auflösung von Kapitalrücklagen) |                                                             | 21.                                                         | Entnahmen aus der Kapitalrücklage (UGB: Auflösung von Kapitalrücklagen)                                                                                 |
| | 23.                                                         | Entnahmen aus Gewinnrücklagen (UGB: Auflösung von Gewinnrücklagen) |                                                             | 22.                                                         | Entnahmen aus Gewinnrücklagen (UGB: Auflösung von Gewinnrücklagen)                                                                                      |
| | 24.                                                         | Einstellungen in Gewinnrücklagen (UGB: Zuweisung zu Gewinnrücklagen) |                                                             | 23.                                                         | Einstellungen in Gewinnrücklagen (UGB: Zuweisung zu Gewinnrücklagen)                                                                                    |
| | 25.                                                         | Gewinnvortrag / Verlustvortrag aus dem Vorjahr |                                                             | 24.                                                         | Gewinnvortrag / Verlustvortrag aus dem Vorjahr |
| | 26.                                                         | Bilanzgewinn / Bilanzverlust |                                                             | 25.                                                         | Bilanzgewinn / Bilanzverlust |

### Nach IFRS und US-GAAP
Die internationale Rechnungslegung nach IFRS stellt im Vergleich mit den HGB-Vorschriften geringere Anforderungen an die formale Gestaltung der Gewinn- und Verlustrechnung. Wird sie nach dem Umsatzkostenverfahren aufgestellt, sind Zusatzangaben über Personalaufwendungen und planmäßige Abschreibungen im Anhang notwendig. Ferner müssen nicht nur die regelmäßigen, sondern alle wesentlichen Erträge und Aufwendungen aus der GuV oder dem Anhang ersichtlich sein; es sind also insbesondere wichtige unregelmäßige Erfolgsbestandteile (beispielsweise außerplanmäßige Abschreibungen auf Vorräte) gesondert auszuweisen.
In den US-amerikanischen Standards stellt die Gewinn- und Verlustrechnung das wichtigste Instrument der Berichterstattung dar; dennoch kennt US-GAAP ebenso wie die IFRS nur wenige Vorschriften für die formale Gliederung der GuV. Die zahlreichen zu veröffentlichenden Angaben können meist alternativ in der Gewinn- und Verlustrechnung („income statement“ oder „profit and loss“ P&L), ergänzenden Tabellen („schedules“) oder im Anhang („notes“) aufgeführt werden. Die Mindestangaben entsprechen im Wesentlichen der IFRS-Gliederung; der wichtigste Unterschied besteht in dem Pflichtausweis eines außerordentlichen Ergebnisses.
| Mindestgliederung der Gewinn- und Verlustrechnung nach IFRS             | Mindestgliederung der Gewinn- und Verlustrechnung nach IFRS                     | Mindestgliederung der Gewinn- und Verlustrechnung nach IFRS             | Mindestgliederung der Gewinn- und Verlustrechnung nach IFRS                     |
| Gesamtkostenverfahren                                                   | Gesamtkostenverfahren                                                           | Umsatzkostenverfahren                                                   | Umsatzkostenverfahren                                                           |
| Posten (deutsch)                                                        | Posten (englisch)                                                               | Posten (deutsch)                                                        | Posten (englisch)                                                               |
| ----------------------------------------------------------------------- | ------------------------------------------------------------------------------- | ----------------------------------------------------------------------- | ------------------------------------------------------------------------------- |
| Umsatzerlöse                                                            | Revenue                                                                         | Umsatzerlöse                                                            | Revenue                                                                         |
| Sonstige betriebliche Erträge                                           | Other operating income                                                          | Kosten der umgesetzten Leistung                                         | Cost of Goods Sold, Cost of Product, Cost of Service                            |
| Bestandsveränderungen                                                   | Changes in inventories of finished goods and work in progress                   | Bruttoergebnis vom Umsatz                                               | Gross profit                                                                    |
| Materialaufwand                                                         | Raw materials and consumables used                                              | Sonstige betriebliche Erträge                                           | Other operating income                                                          |
| Personalaufwand                                                         | Employee benefits costs                                                         | Vertriebskosten                                                         | Cost of Sales, Distribution costs                                               |
| Abschreibungen                                                          | Depreciation and amortisation expense                                           | Sonstige Verwaltungskosten                                              | Administrative expenses                                                         |
| Sonstige betriebliche Aufwendungen                                      | Other operating expenses                                                        | Sonstige betriebliche Aufwendungen                                      | Other operating expenses                                                        |
| Finanzaufwendungen ohne Equity-Gesellschaften                           | Finance costs                                                                   | Finanzaufwendungen ohne Equity-Gesellschaften                           | Finance costs                                                                   |
| Finanzerträge ohne Equity-Gesellschaften                                | Finance revenues                                                                | Finanzerträge ohne Equity-Gesellschaften                                | Finance revenues                                                                |
| Ergebnisbeiträge aus der nach Equity-Methode bilanzierten Beteiligungen | Income from associates and joint ventures accounted for using the equity method | Ergebnisbeiträge aus der nach Equity-Methode bilanzierten Beteiligungen | Income from associates and joint ventures accounted for using the equity method |
| Ergebnis vor Steuern                                                    | Profit or loss before tax                                                       | Ergebnis vor Steuern                                                    | Profit or loss before tax                                                       |
| Ertragsteuern                                                           | Tax expenses                                                                    | Ertragsteuern                                                           | Tax expenses                                                                    |
| Ergebnis aus fortgeführten Geschäftsbereichen                           | Net profit or loss for the period from continuing operations                    | Ergebnis aus fortgeführten Geschäftsbereichen                           | Net profit or loss for the period from continuing operations                    |
| Ergebnis aus der Aufgabe von Geschäftsbereichen                         | Profit or loss of discontinued operations                                       | Ergebnis aus der Aufgabe von Geschäftsbereichen                         | Profit or loss of discontinued operations                                       |
| Ergebnis der Periode                                                    | Net profit or loss for the period                                               | Ergebnis der Periode                                                    | Net profit or loss for the period                                               |
| Gewinnanteil der Minderheitsgesellschafter                              | Profit or loss attributable to minority interest                                | Gewinnanteil der Minderheitsgesellschafter                              | Profit or loss attributable to minority interest                                |
| Gewinnanteil der Eigenkapitalgeber                                      | Profit or loss attributable to equity holders of the parent                     | Gewinnanteil der Eigenkapitalgeber                                      | Profit or loss attributable to equity holders of the parent                     |
| Ergebnis je Aktie                                                       | Earnings per share                                                              | Ergebnis je Aktie                                                       | Earnings per share                                                              |

### Öffentliche Verwaltung in Deutschland
In der Kameralistik war eine Gewinn- und Verlustrechnung unbekannt. Erst seit der Einführung der Doppik durch das Neue kommunale Finanzmanagement gelten seit 2003 handelsrechtliche Bestimmungen auch für Gemeinden, kommunale Unternehmen oder Kommunalunternehmen. In der öffentlichen Verwaltung nennt man die Gewinn- und Verlustrechnung auch Ergebnisrechnung.

## Vorgehen beim Jahresabschluss
Der Gewinn- und Verlustrechnung ist im Kontenrahmen ein eigenes Konto zugeordnet, das „Gewinn- und Verlustkonto“.
Beim Jahresabschluss werden die Salden eines jeden Aufwands- und Ertragskontos auf das GuV-Konto umgebucht. Das Gesamtergebnis dieser Umbuchungen, der Saldo des GuV-Kontos, muss bei korrekter Buchführung den gleichen Betrag ergeben wie in dem oben dargestellten Rechenschema (Verprobung). Danach wird das GuV-Konto über das Bilanzkonto Eigenkapital abgeschlossen. Bei Gewinn wird das Eigenkapital erhöht, bei Verlust vermindert. Somit wird das Ergebnis der Gewinn- und Verlustrechnung in die Bilanz übertragen. Das Gewinn- und Verlustkonto und das ihm übergeordnete Eigenkapitalkonto verbinden die beiden Kontenkreise der doppelten Buchführung (Erfolgskonten und Bestandskonten).
Da in der Regel alle Erträge und Aufwendungen in der Gewinn- und Verlustrechnung erfasst werden müssen, zeigt der Vergleich des Eigenkapitals zweier Geschäftsjahre den gleichen Unternehmenserfolg wie das Ergebnis der Gewinn- und Verlustrechnung an. Veränderungen des Eigenkapitals, die sich nicht in der GuV niederschlagen, sind Einlagen und Entnahmen der Eigentümer. Diese Vorgänge sind keine Erträge oder Aufwendungen, weil sie nicht im Geschäftsprozess des Unternehmens entstanden sind. Darüber hinaus gibt es nach HGB nur wenige Ausnahmen, die GuV-neutral direkt in das Eigenkapital gebucht werden dürfen: Dazu zählen Währungsumrechnungsdifferenzen und die Verrechnung des Geschäfts- oder Firmenwertes mit den Rücklagen. IFRS und US-GAAP gewähren hier größere Wahlmöglichkeiten besonders im Zusammenhang mit der Bewertung des Anlagevermögens. Ergebnisbestandteile aufzuzeigen, die nicht aus der GuV ersichtlich sind, ist Aufgabe der Eigenkapitalveränderungsrechnung.